# 柳林县

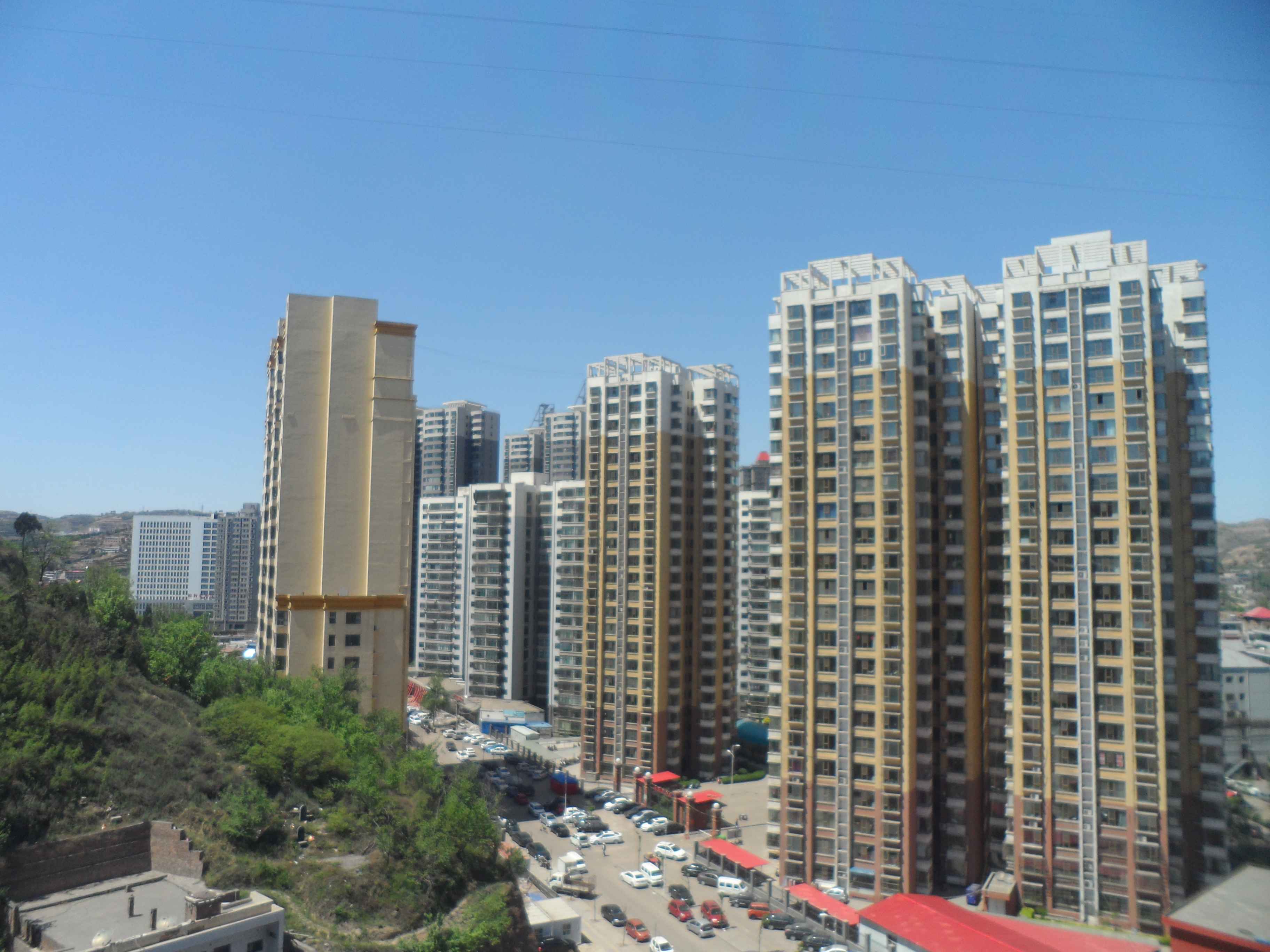
柳林县

柳林县在中国山西省西部，是吕梁市所辖的一个县，总面积为1288平方公里，縣人民政府駐柳林鎮清河西路150號。

## 历史
柳林县1971年始建，由离石县西部的十三个公社、一个镇和中阳县西北部的十二个公社组成，因县址驻柳林镇而得名。山西省革命委员会1971年7月5日报告实施，国务院1973年10月5日正式批准。

## 地理
柳林位于黄河东岸，地势东高西低。
主要河流有黄河、三川河、大黄沟等。

## 行政区划
柳林县下辖8个镇、7个乡：
柳林镇、穆村镇、薛村镇、庄上镇、留誉镇、三交镇、成家庄镇、孟门镇、李家湾乡、贾家垣乡、陈家湾乡、金家庄乡、高家沟乡、石西乡和王家沟乡。

## 交通
- 307国道过境。
- 青银高速
- 太中银铁路柳林南站

## 人口
2010年第六次全国人口普查柳林县常住人口320681人。
根據第七次人口普查數據，截至2020年11月1日零時，柳林縣常住人口287969人。

## 经济
2008年，全县地区生产总值完成113.78亿元。
- 农业：柳林是全国五大产枣县之一，1998年国家农业部命名三交镇为“中国红枣第一镇”。
- 工业：柳林县地处河东煤田腹地，是山西重要的主焦煤生产基地。

## 风景名胜
- 全国重点文物保护单位：香严寺、玉虚宫下院
- 山西省文物保护单位：刘志丹将军殉难处、观音庙、柳林双塔寺、南山寺、坪上遗址
- 柳林县文物保护单位